# Oružjem protivu otmičara
Oružjem protivu otmičara, skraćeno OPO, je pank pop grupa iz Zrenjanina.

## Istorijat
Grupu je 1992. godine osnovao Nikola Pavković (gitara) nakon što je napustio grupu Instant karma, zajedno sa Dragom Antonov (bas). Ostatak grupe je varirao dok se nisu pridružili Dragana Mrkajić (vokal, gitara) i Darko Kurjak (bubanj), koji su postali trajni članovi.
Prvi album grupe, koji nosi ime grupe, snimljen je i objavljen 1995. godine. Nakon objavljivanja Darko Kurjak napušta grupu i pridružuje se Partibrejkersima. Njega zamenjuje Vladimir Jovanović, iz grupa Gluve kučke i Instant karma. S njim grupa 1996. izdaje i svoj drugi album BarbieCue, koji je muzikalno dosta sličan prvom. Na albumu se između ostalog nalazi obrada pesme Mladiću moj grupe Zana, koja se zajedno sa pesmom Saša Ajdanov našla u filmu Balkanska pravila Darka Bajića. Godine 1997. se pesma U koloru našla na kompilaciji Ovo je zemlja za nas?!? Radio Boom 93 (1992—1997).
Nakon toga je ponovo snimljen prvi album u remiks verziji pod nazivom BarbieMix. Zatim je Draga Antonov prešla u Veliki prezir, Nikola Pavković je formirao grupu Kineska kreda, i bend se raspao. Dragana se zaposlila u Zelenom zvonu kao šankerka. Posle nekog vremena, Pavković i Mrkajić ponovo oživljavaju grupu zajedno s basistom Kineske krede Aleksandrom Tolimirom te Markom Živkovićem (bubanj). U novom sastavu snimljen je album Komadić koji nedostaje 1998. godine. Naredne godine grupa se ponovo raspala tokom NATO bombardovanja SRJ.
Grupa se opet okupila 2002. i snimila album Maštoplov s novom pevačicom Ivanom Cvejin, koja je tada još bila u srednjoj školi. Godine 2004. opet dolazi do raspada i grupa je od tada neaktivna do 2007. kada se okuplja u novom sastavu koji je osim Pavkovića uključivao Zarka Dunića (bas), Ivanu Radomanovac (gitara, vokal) i Srđana Devića (bubanj). Iste godine izdat je album Znaš ko te pozdravio.

## Diskografija

### Studijski albumi
- Oružjem protivu otmičara (1995)
- BarbieCue (1996)
- Komadić koji nedostaje (1998)
- Maštoplov (2002)
- Znaš ko te pozdravio (2007)

### Remiks album
- (1997)

### Singlovi
- U koloru (1997)
- Mladiću moj/Ptica/1000 (1999)

## Literatura
- Janjatović, Petar (2007). EX YU ROCK enciklopedija 1960-2006. Beograd: Čigoja štampa. ISBN 978-86-905317-1-4.

## Spoljašnje veze
- Prezentacija na sajtu
- Prezentacija na sajtu